# Brian Blessed
Brian Blessed (Mexborough, 9 oktober 1936) is een Britse acteur. Met zijn imposante stem en verschijning is hij een populaire figuur in de Britse amusementswereld.

## Biografie
Blessed volgde acteerlessen aan de Bristol Old Vic Theatre School. Van 1962 tot 1965 was hij te zien in de televisieserie Z-Cars, waarin hij in 1978 opnieuw verscheen.
Blessed speelde zijn eerste filmrol in de Britse familiefilm The Christmas Tree uit 1966. In de miniserie The Three Musketeers uit datzelfde jaar speelde hij de rol van Porthos. In het filmdrama The Trojans (1971) trad hij op aan de zijde van Katharine Hepburn, Vanessa Redgrave en Geneviève Bujold. In de Britse sciencefiction-serie Moon Base Alpha 1 speelde hij de rol van de wetenschapper Mentor. In de miniserie I, Claudius (1976), met Derek Jacobi in de hoofdrol van keizer Claudius I, speelde hij de rol van keizer Augustus.
In de SF-film Flash Gordon speelde Blessed de rol van prins Vultan naast Sam J. Jones. Uit die film stamt de, door Blessed nog steeds gebruikte, kreet "Gordon's alive!" In de historische film Henry V (1989) speelde hij de rol van Exeter aan de zijde van Derek Jacobi en Kenneth Branagh. In de avonturenfilm Robin Hood: Prince of Thieves (1991) was hij te zien als Lord Locksley naast Kevin Costner en Morgan Freeman. In het door hem geregisseerde historische drama King Lear (1999) speelde hij de hoofdrol van Koning Lear.
Hij verwierf grote bekendheid in 1983 vanwege zijn expressieve vertolking van de fictieve Richard IV in het eerste seizoen (Middeleeuwen) van de Engelse sitcom Blackadder.
Ook sprak Blessed rollen in als Boss Nass voor de film Star Wars: Episode I - The Phantom Menace (1999) en het videospel Lego Star Wars: The Skywalker Saga (2022), Clayton in de Disney animatiefilm Tarzan (1999) en The Pirate King in de animatiefilm The Pirates! Band of Misfits (2012). 
Blessed was getrouwd met de actrice Hildegarde Neil tot haar overlijden in september 2023. Hun dochter Rosalind is ook actrice. Brian Blessed is een enthousiast bergbeklimmer.
In juni 2016 ontving Blessed de Order of the British Empire met de rang van Officer (OBE).

## Filmografie

### Film
- 1962: The Valiant
- 1971: The Trojan Women
- 1972: Man of La Mancha
- 1972: Henry VIII and his Six Wives
- 1980: Flash Gordon
- 1983: High Road to China
- 1989: Henry V
- 1991: Robin Hood: Prince of Thieves
- 1991: Prisoner of Honor (televisiefilm)
- 1993: Much ado about nothing
- 1994: MacGyver: Lost Treasure of Atlantis (televisiefilm)
- 1996: Hamlet
- 1997: Macbeth
- 1999: King Lear
- 1999: Tarzan
- 1999: Star Wars: The Phantom Menace
- 2004: Alexander
- 2006: As you like it
- 2012: The Pirates! Band of Misfits
- 2013: Legends of Oz: Dorothy's Return

### Televisieseries
- 1962-1978: Z-Cars
- 1967-1969: The Avengers
- 1972-1973: Arthur of the Britons
- 1975: Space 1999
- 1976: I, Claudius
- 1983: The Black Adder
- 1983: Castle
- 1984: The Last Days of Pompeii
- 1986: Doctor Who
- 1987: William Tell